# Alibaba Group
Alibaba Group (en chino:阿里巴巴集团) es un consorcio privado chino que posee 18 subsidiarias con sede en Hangzhou dedicado al comercio electrónico en Internet, incluyendo portales de ventas business-to-business, de venta al por menor, y de venta entre consumidores; también ofrece servicios de pago en línea, un motor de búsqueda de comparación de precios y servicios de almacenamiento de datos en la nube. En 2012, dos de los portales de Alibaba juntos manejaron 1,1 billones de yuanes (170 000 millones de dólares) en ventas, más que sus competidores eBay y Amazon.com combinados. La compañía opera principalmente en la República Popular China, y en marzo de 2013 la revista The Economist estimó que el consorcio podría tener una valoración de entre 55 000 y 120 000 millones de dólares. Durante 2013 consiguió unos ingresos aproximados de 7500 millones de dólares y poseía unos 22 000 empleados en marzo de 2014.
El consorcio inició operaciones en 1999, cuando Jack Ma fundó el sitio web Alibaba.com. El portal Alibaba.com se ha convertido en la plataforma más conocida a nivel mundial para que empresas de cualquier rubro encuentren fabricantes de productos, no solo de China, sino que de cualquier parte del mundo, por lo que funciona como un portal business-to-business. 
Los portales de Alibaba, Taobao, similar a eBay, cuenta con cerca de mil millones de productos y es uno de los 20 sitios web más visitados a nivel mundial. Los sitios de Alibaba Group son responsables de más del 60% de los paquetes entregados en China.
Alipay, un servicio de custodia de pagos en línea, representa aproximadamente la mitad de todas las transacciones de pago en línea en China. La gran mayoría de estos pagos se producen tras el uso de los servicios de Alibaba.
En 2010, el grupo Alibaba fundó AliExpress, un sitio de venta de productos a bajo coste que conectaba directamente a los fabricantes chinos con compradores particulares (negocio business-to-consumer). Se diferenciaba de Taobao en que su público objetivo se encuentra mayoritariamente fuera de la propia China, especialmente en países como Estados Unidos, Rusia, Brasil o España.
La compañía buscó una oferta pública de venta en los Estados Unidos después de un acuerdo fallido con los reguladores de Hong Kong. En septiembre de 2014 salió a bolsa en Wall Street por medio de una entidad de interés variable (VIE) con sede en las Islas Caimán, convirtiéndose en la mayor OPV de la historia y recaudando unos 25 000 millones de dólares.
El 9 de abril de 2021, como parte de una ofensiva china contra las grandes tecnológicas, la Administración Estatal de Regulación del Mercado (SAMR) ordenó una multa de 2800 millones de dólares estadounidenses contra Alibaba por prácticas monopólicas, y ordenó a Alibaba que presente informes de auditoria y cumplimiento a la agencia estatal china SAMR durante tres años. Los críticos dicen que la medida refuerza el control del gobierno chino sobre las empresas de tecnología.